# 河西镇 (通海县)
河西镇，是中华人民共和国云南省玉溪市通海县下辖的一个镇。

## 行政区划
河西镇下辖以下地区：
河西社区、螺髻村、戴文村、寸村、下回村、石山嘴村、解家营村、甸心村、石碧村、大回村、汉邑村、小回村、曲陀关村、清水河村和改水沟村。

## 中国传统村落
2013年8月，河西村被评为第二批中国传统村落。